# William Ged
William Ged (* 1690 in Edinburgh; † 19. Oktober 1749 in Leith, Midlothian) war ein schottischer Goldschmied und Erfinder.

## Leben
Im Jahr 1725 patentierte er sein Verfahren zur Stereotypie. Er hatte die Typen des Holländers J. van der Mey (Vater des berühmten Malers) zusammengelötet. Seine Idee beruhte darauf eine komplette Typenseite in eine Form zu gießen.
Da er die Buchdrucker in Edinburgh nicht davon überzeugen konnte, ging er eine Partnerschaft mit mehreren Personen ein.
- William Fenner, ein Schreibwarenhändler, mit dem er von 1729 bis 1733 gemeinsam Druckplatten herstellte. Grundlage war ein Verfahren, das aus China und Japan bekannt war. Da sie Geldgeber für ihr Projekt benötigten nahmen sie weitere Partner auf.
- John James (um 1673–1746),[2] ein Architekt aus Greenwich, der unter anderem die Pläne für den Bau der St. Mary’s Church in Twickenham entwarf.
- Thomas James (Type-Founder = Schriftgießer, 1685–1738), dessen Bruder.
- James Gadd [Ged], William Geds Sohn, ein Kapitän des Perth Regiments, der an dem Aufstand der Jakobiten im Jahr 1745 beteiligt war und des Hochverrats angeklagt wurde. Sein Leben wurde verschont, da seine Kenntnis der Druckmethode als nützlich angesehen wurde.[3]

Von der University of Cambridge erhielt Ged den Auftrag, Bibeln und Gebetbücher zu drucken, was aber durch Intrigen verhindert wurde. So zog er sich aus dem Buchdruck zurück und wurde Goldschmied und Juwelier. 1736 vollendete er einen Sallust.
Andrew Wilson, der Drucker von Charles Stanhope, 3. Earl Stanhope perfektionierte seine Erfindung.
Geds Sohn James half ihm im Alter von 10 bis 12 Jahren beim Druck des Sallust. Zudem hatte er eine Tochter, die seine Memoiren nach seinem Tod durch ein Kapitel ergänzte und herausgab. Ein weiterer Sohn war William Ged Jr. der nach Jamaika auswanderte, wo er als erfolgreicher Drucker arbeitete. Er schickte seinem Bruder James Geld, damit dieser die Werkzeuge und Druckmaschinen des Vaters mit zu ihm nach Jamaika bringen sollte. James beauftragte einen Freund mit der Verschiffung, doch die Waren gingen verloren. James Ged starb kurz nach seiner Ankunft auf Jamaika.